# كواشا زامبي
الكواشا هي العملة المحلية لجمهورية زامبيا، وتنقسم الكواشا إلى 100 «نغيو».

## التسمية
اسم كواشا مشتق من لغة الشيشيوا، والبييمبا، والتونغا التي تعني «الفجر»، في إشارة إلى الشعار القومي الزامبي «فجر جديد للحرية». يترجم اسم «نغيو» كـ «مشرق» في لغة نيانجا.

## التاريخ
تم صك عملة «الكواشا» سنة 1968 لكي تعوض الجنيه الاسترليني الذي كان العملة المتداولة في زامبيا حتى ذلك الحين، حينها كان سعر صرف الكواشا مرتفعا نسبيا (1 كواشا = 0.5 جنيه) قبل أن تنخفض قيمته بنسبة كبيرة بسبب التضخم.

## العملات المعدنية
في عام 1968، أصدر بنك زامبيا 1 و 2 نغيو من البرونز و5 من نيكل نحاسي و10 و20 نيغو. ظهر جميع هذه العملات صورة الرئيس كينيث كاوندا على الوجه ونباتات وحيوانات على الظهر. وأصدرت عملة معدنية ذات اثني عشر وجهًا من فئة 50 نيغو في عام 1979 لتحل محل ورقة الخمسين نيغو.
في عام 1982، استبدل البرونز في عملاتي 1و 2 نيغو بالفولاذ المطلي. توقف ضرب هذين النوعين في عام 1983، و5 و 10 نيغو في عام 1987 وال20 نيغو في عام 1988. وصدر في عام 1989 1 كواشا من النيكل والنحاس. كانت فترة تداولها قصيرة حيث ارتفعت معدلات التضخم بشكل كبير.
في عام 1992، أُصدرت 25 و50 نيغو من الفولاذ المطلي بالنيكل و1 و5 و10 كواشا من النحاس، صورت العملات المعدنية الشعار الوطني على الوجه والحيوانات المحلية على الظهر. استمر تداول هذه العملات لمدة عام واحد فقط حيث أوقفت مع استمرار الأزمة الاقتصادية. ولا تزال كل هذه العملات قانونية. ومع ذلك، فإن قيمة المعدن تساوي أكثر من قيمتها الاسمية، لذلك لا تستخدم في التجارة العادية.
وفي 1 يناير 2013، أصدرت عملات معدنية جديدة من فئات 5 و 10 و 50 نيغو و 1 كواشا.
| إصدار "إعادة التقييم" لعام 2012 | إصدار "إعادة التقييم" لعام 2012 | إصدار "إعادة التقييم" لعام 2012 | إصدار "إعادة التقييم" لعام 2012 | إصدار "إعادة التقييم" لعام 2012 | إصدار "إعادة التقييم" لعام 2012 | إصدار "إعادة التقييم" لعام 2012 | إصدار "إعادة التقييم" لعام 2012 |
| القيمة                          | القطر                           | السمك                           | المعدن                          | الوصف                           | الوصف                           | الوصف                           | تاريخ الإصدار                   |
| القيمة                          | القطر                           | السمك                           | المعدن                          | الوجه                           | العكس                           | تاريخ العملة                    | تاريخ الإصدار                   |
| ------------------------------- | ------------------------------- | ------------------------------- | ------------------------------- | ------------------------------- | ------------------------------- | ------------------------------- | ------------------------------- |
| 5 نيغو                          | 19 ملم                          | 1.55 ملم                        | فولاذ مطلي بالنيكل              | شعار زامبيا                     | زامبيزي إنديجوبيرد [الإنجليزية] | 2012                            | 1 يناير 2013                    |
| 10 نيغو                         | 20 ملم                          | 1.57 ملم                        | فولاذ مطلي بالنحاس              | شعار زامبيا                     | علند                            | 2012                            | 1 يناير 2013                    |
| 50 نيغو                         | 21 ملم                          | 1.60 ملم                        | فولاذ مطلي بالنحاس              | شعار زامبيا                     | فيل أفريقي                      | 2012                            | 1 يناير 2013                    |
| 1 كواشا                         | 24 ملم                          | 1.73 ملم                        | فولاذ مطلي بالنيكل              | شعار زامبيا                     | بربيت شابلني                    | 2012                            | 1 يناير 2013                    |

## الأوراق النقدية
أُصدرت الكواشا لأول مرة في عام 1968 لتحل محل الجنيه الزامبي. تغير تصميم كواشا مع مرور الوقت، كما أُدخلت أوراق أو سحب أخرى. يوجد سبع سلاسل من الكواشا الأولى، بينما توجد سلسلة واحد من الكواشا الثانية ألإصدرت التداول في 1 يناير 2013، ولا تزال موجودًا منذ ذلك الحين دون أي تغييرات في التصميم أو ميزات الأمان.

### الكواشا الأولى

#### السلسلة الأول (1968)
صدر العدد الأول من الكوشا الألولى في عام 1968. وتألفت السلسلة من خمسة أوراق نقدية من فئة 50 نغيو و 1 و 2 و 10 و 20 كواشا. ظهر على وجه الأوراق النقدية الخمس صورة الرئيس كينيث كاوندا في الزي القبلي على اليمين، مع شعار زامبيا على اليسار على في ورقة 50 نيغو، أو في الوسط العلوي على الأوراق الأخرى. ويظهر العكس مواضيع مختلفة تعكس الحياة في زامبيا. قامت شركة دو لا رو بطباعة الأوراق النقدية، وتحمل توقيع جاستن ب.زولو، الحاكم الثاني لبنك زامبيا. وبصرف النظر عن ورقة 50 نيغو، كان الرئيس كينيث كاوندا العلامة المائية.
| الصورة | القيمة      | اللون       | الإصدار الأول | الإصدار الأخير | الوصف                                                                              | الوصف                                                            | العلامة المائية     |
| الصورة | القيمة      | اللون       | الإصدار الأول | الإصدار الأخير | الوجه                                                                              | العكس                                                            | العلامة المائية     |
| ------ | ----------- | ----------- | ------------- | -------------- | ---------------------------------------------------------------------------------- | ---------------------------------------------------------------- | ------------------- |
|        | 50 نغيو     | أحمر بنفسجي | 1968          | 1968           | صورة الرئيس كينيث كاوندا في الزي القبلي على اليمين، مع شعار زامبيا على اليسار      | تيل أحمر في مسطحات كافو                                          | لا توجد             |
|        | كواشا واحدة | بني غامق    | 1968          | 1968           | صورة الرئيس كينيث كاوندا في الزي القبلي على اليمين، مع شعار زامبيا في الوسط العلوى | فلاح مع جرار زراعى. ومزارعان آخران يحرثان نفس الحقل بأربعة ثيران | الرئيس كينيث كاوندا |
|        | 2 كواشا     | أخضر        | 1968          | 1968           | صورة الرئيس كينيث كاوندا في الزي القبلي على اليمين، مع شعار زامبيا في الوسط العلوى | مصنع التعدين                                                     | الرئيس كينيث كاوندا |
|        | 10 كواشا    | أزرق        | 1968          | 1968           | صورة الرئيس كينيث كاوندا في الزي القبلي على اليمين، مع شعار زامبيا في الوسط العلوى | شلالات فيكتوريا على نهر مببيزي                                   | الرئيس كينيث كاوندا |
|        | 20 كواشا    | أارجواني    | 1968          | 1968           | صورة الرئيس كينيث كاوندا في الزي القبلي على اليمين، مع شعار زامبيا في الوسط العلوى | مبنى الجمعية الوطنية في لوساكا                                   | الرئيس كينيث كاوندا |

#### السلسلة الثانية (1969–1973)
في عام 1969 أُصدرت سلسلة ثانية من الكواشا. في البداية، كان الإصدار يتألف من أوراق السلسلة الأولى، وحملت جميع الفئات الخمس توقيعات وجاستن ب. زول، وفالنتين إس. رؤساء بنك زامبيا. باستثناء أوراق 50 نيغو. كانت أوراق الإصدار الثاني مشابهة للإصدار الأول، باستثناء اختلاف بسيط، حيث أُزيلت النقطة التي كانت موجودة بين رمز العملة والقيمة الاسمية. طُبعت الأوراق النقدية من قبل شركة دو لا رو.
| الصورة | الصورة | القيمة      | الإصدار الأول | الإصدار الأخير | الوصف                                   | الوصف                                                            | العلامة المائية     |
| الوجه  | العكس  | القيمة      | الإصدار الأول | الإصدار الأخير | الوجه                                   | العكس                                                            | العلامة المائية     |
| ------ | ------ | ----------- | ------------- | -------------- | --------------------------------------- | ---------------------------------------------------------------- | ------------------- |
|        |        | 50 نيغو     | 1970          | 1972           | صورة الرئيس كينيث كاوندا في الزي القبلي | تيل أحمر في مسطحات كافو                                          | الرئيس كينيث كاوندا |
|        |        | كواشا واحدة | 1969          | 1972           | صورة الرئيس كينيث كاوندا في الزي القبلي | فلاح مع جرار زراعى. ومزارعان آخران يحرثان نفس الحقل بأربعة ثيران | الرئيس كينيث كاوندا |
|        |        | 2 كواشا     | 1969          | 1973           | صورة الرئيس كينيث كاوندا في الزي القبلي | مصنع التعدين                                                     | الرئيس كينيث كاوندا |
|        |        | 10 كواشا    | 1969          | 1973           | صورة الرئيس كينيث كاوندا في الزي القبلي | شلالات فيكتوريا على نهر مببيزي                                   | الرئيس كينيث كاوندا |
|        |        | 20 كواشا    | 1969          | 1973           | صورة الرئيس كينيث كاوندا في الزي القبلي | مبنى الجمعية الوطنية في لوساكا                                   | الرئيس كينيث كاوندا |

.
خلال فترة الإصدار الثاني أُصدرت ورقة نقدية تذكارية بقيمة 1 كواتشا احتفالًا بإعلان دولة الحزب الواحد في 13 ديسمبر 1972. لم تكن الورقة النقدية قانونية، وكان لها تصميم إطار مختلف عن السلسلتين الأولى والثانية.
في وقت لاحق في عام 1973، أصدر بنك زامبيا فئة 5 كواشا لأول مرة. واختير اللون الأحمر البنفسجي للورقة الجديدة. ونتج عن التصميم الجديد التباس بين 50 نيغو و 5 كواشا. ثم حدث بنك زامبيا 50 نيغو حيث استخدم الأسود والأرجواني، ومع ذلك، كان هذا هو الإصدار الأخير حيث استبدلت لاحقًا بعملة معدنية. وحملت الورقتان الورقتان الجديدتان توقيع بيتويل آر كواني، وطبعهما شركة دو لا رو.
| الصورة | الصورة | القيمة     | اللون         | الإصدار الأول | الإصدار الأخير | الوصف | الوصف                              | العلامة المائية     |
| الوجه  | العكس  | القيمة     | اللون         | الإصدار الأول | الإصدار الأخير | الوجه | العكس                              | العلامة المائية     |
| ------ | ------ | ---------- | ------------- | ------------- | -------------- | --- | ---------------------------------- | ------------------- |
|        |        | خمسين نيغو | أسود وأرجواني | 1973          | 1973           | صورة الرئيس كينيث كاوندا في الزي القبلي على اليمين. شعار زامبييا في المركز العلوي. صورة عقاب سمك أفريقي يطير أمام الشمس على اليسار. | عمال في منجم النحاس                | الرئيس كينيث كاوندا |
|        |        | 5 كواشا    | أحمر بنفسجي   | 1973          | 1973           | صورة الرئيس كينيث كاوندا في الزي القبلي على اليمين. شعار زامبيا في المركز العلوي.                                                   | أطفال في النصف والمدرسة على اليسار | الرئيس كينيث كاوندا |

#### السلسلة الثالثة (1974–1976)
قبل الإصدار الثالث، قُدمت تصميمات قصيرة العمر لورقتي 10 و 20 كواشا. طبعت هذه الأوراق بواسطة الطباعة شركة برادبري، ويلكنسون وشركاه وتضمت صورة قديمة للرئيس كينيث كاوندا وتحمل توقيع بيلتويل ر.كواني.
| الوصف | الوصف | القيمة   | الإصدار الأول | الإصدار الأخير | الوصف                                                                       | الوصف                          | العلامة المائية     |
| الوجه | العكس | القيمة   | الإصدار الأول | الإصدار الأخير | الوجه                                                                       | العكس                          | العلامة المائية     |
| ----- | ----- | -------- | ------------- | -------------- | --------------------------------------------------------------------------- | ------------------------------ | ------------------- |
|       |       | 10 كواشا | 1974          | 1974           | صورة الرئيس كينيث كاوندا في الزي القبلي على اليمين، مع شعار زامبيا في الوسط | شلالات فيكتوريا على نهر مببيزي | الرئيس كينيث كاوندا |
|       |       | 20 كواشا | 1974          | 1974           | صورة الرئيس كينيث كاوندا في الزي القبلي على اليمين، مع شعار زامبيا في الوسط | مبنى الجمعية الوطنية في لوساكا | الرئيس كينيث كاوندا |

في عام 1976 صدر الإصدار الثالث، حيث أعيد اعتماد الإطار القديم مرة أخرى. وأُعيد إنتاج الأوراق النقدية من جميع الفئات، باستثناء ورقة عشرين كواشا، والتي لم تصدر على الرغم من إعادة تصميمها. وحملت جميع الأوراق توقيعات لوك ج. السلسلة الثالثة كانت مشابهة تمامًا للإصدار الثاني، باستثناء صورة الرئيس كينيث كاوندا. طبعت الأوراق النقدية مرة أخرى بواسطة دو لا رو.
| الصورة | الصورة | القيمة   | الإصدار الأول | الإصدار الأخير | الوصف                                                                             | الوصف                                                            | العلامة المائية     |
| الوجه  | العكس  | القيمة   | الإصدار الأول | الإصدار الأخير | الوجه                                                                             | العكس                                                            | العلامة المائية     |
| ------ | ------ | -------- | ------------- | -------------- | --------------------------------------------------------------------------------- | ---------------------------------------------------------------- | ------------------- |
|        |        | 1كواشا   | 1976          | 1980           | صورة الرئيس كينيث كاوندا في الزي القبلي على اليمين. شعار زامبيا في المركز العلوي. | فلاح مع جرار زراعى. ومزارعان آخران يحرثان نفس الحقل بأربعة ثيران | الرئيس كينيث كاوندا |
|        |        | 2 كواشا  | 1976          | 1980           | صورة الرئيس كينيث كاوندا في الزي القبلي على اليمين. شعار زامبيا في المركز العلوي. | مصنع التعدين                                                     | الرئيس كينيث كاوندا |
|        |        | 5 كواشا  | 1976          | 1980           | صورة الرئيس كينيث كاوندا في الزي القبلي على اليمين. شعار زامبيا في المركز العلوي. | أطفال في النصف والمدرسة على اليسار                               | الرئيس كينيث كاوندا |
|        |        | 10 كواشا | 1976          | 1980           | صورة الرئيس كينيث كاوندا في الزي القبلي على اليمين. شعار زامبيا في المركز العلوي. | شلالات فيكتوريا على نهر مببيزي                                   | الرئيس كينيث كاوندا |
|        |        | 20 كواشا | غير متاح      | غير متاح       | صورة الرئيس كينيث كاوندا في الزي القبلي على اليمين. شعار زامبيا في المركز العلوي. | مبنى الجمعية الوطنية في لوساكا                                   | الرئيس كينيث كاوندا |

حتى عام 1991 كانت جميع الأوراق النقدية تحمل صورة الرئيس كينيث كاوندا على الوجه. وبعد عام 1992، ظهر على جميع الأوراق صورة عقاب السمك الأفريقي. وبعد عام 1989، ظهرت صورة تمثال Chainbreaker. وفي عام 2003، أصبحت زامبيا أول دولة أفريقية تصدر عملات ورقية من البوليمر. حيث ماكت 500 و 1000 كواشا من البوليمر.
| القيمة       | التاريخ   |
| ------------ | --------- |
| 50 نيغو      | 1968–1973 |
| 1 كواشا      | 1968–1988 |
| 2 كواشا      | 1968–1989 |
| 5 كواشا      | 1973–1989 |
| 10 كواشا     | 1968–1991 |
| 20 كواشا     | 1968–1992 |
| 50 كواشا     | 1986–2013 |
| 100 كواشا    | 1991–2013 |
| 500 كواشا    | 1991–2013 |
| 1000 كواشا   | 1992–2013 |
| 5000 كواشا   | 1992–2013 |
| 10,000 كواشا | 1992–2013 |
| 20,000 كواشا | 2003–2013 |
| 50,000 كواشا | 2003–2013 |

### الكواشا الجديدة (سلسلة 2012)
في 23 يناير 2012، اقترح بنك زامبيا بعض الإجراءات فيما يتعلق بإعادة تسمية الكواشا. وافقت الحكومة مبدئيًا، على هذه التوصيات باعتبارها أحد الإجراءات المطلوبة لمعالجة التكاليف المرتبطة بالإنخفاض المستمر لقيمة العملة الوطنية، كنتيجة مباشرة لعدة سنوات من معدلات التضخم المرتفعة. وافق البرلمان على هذه التوصيات في 3 نوفمبر 2012. وفي وقت لاحق، سُن قانون إعادة تقييم العملة (القانون رقم 8 لعام 2012) في 3 ديسمبر 2012.
قسمت الفئات القديمة على 1000، وبالتالي أزيلت ثلاثة أصفار من 50.000 و 20.000 و 10000 و 5000 و 1000 كواشا الموجودة سبقًا. وقسمت فئات 500 و100 و50 الأدنى أيضًا على 1000 حيث غيرت إلى 1 كواشا و 50 و 10 و 5 نيغو. وعلى الجانب الأخرى، أزيلت ورقة 20 كواشا بسبب قوتها الشرائية المنخفضة للغاية.
أعلن بنك زامبيا أن 1 يناير 2013 هو موعد التغيير. وفي نفس اليوم أصبحت العملة الجديدة المعاد تسميتها هي العملة القانونية لزامبيا. وسُمح بتداول العملات القديمة والجديدة لفترة انتقالية مدتها ستة أشهر، أي حتى 30 يونيو 2013. وخلال هذه الفترة، أشير إلى العملة القديمة بالرمز "K"، في حين أن العملة الجديدة كانت يرمز إليها "KR". وبعد فترة الستة أشهر، أعتمد رمز "K" للعملة الجديدة.
بحلول 26 يونيو 2013، تمكن بنك زامبيا من سحب 3.7 تريليون كواشا قديمة. وعلى الرغم من توقف استخدام العملة القديمة، أعلن نائب محافظ بنك زامبيا أن السكان الذين ما زالوا يحتفظون بالعملة القديمة، وخاصة أولئك الذين يعيشون في المناطق الريفية، لا يزالون قادرين على استبدالها، من خلال البنوك التجارية والوكلاء المعينين الآخرين.

### تصميم
على الرغم من كون زامبيا أول دولة أفريقية تستخدم البوليمر في عام 2003، إلا أن الأوراق النقدية الجديدة جميعها ورقية. وتشترك الأوراق النقدية الستة في العديد من الميزات المشتركة على الوجه والعكس، حيث جميع الأوراق النقدية لها نفس الارتفاع البالغ 70 مم، وتشترك 2 و 5 كواشا في عرض 170 مم، بينما الأخرى 145 مم. طبعت جميع الأوراق النقدية الجديدة من قبل شركة الطباعة الألمانية جيزيكي + ديفرينت [الإنجليزية]، باستثناء 100 كواشا الصادرة في عام 2015 التي طبعت بواسطة Joh. Enschedé ‏ شركة الهولندية.
وجه
يتميز وجه العملة الجديدة بأربع سمات مشتركة هي نسر السمك الأفريقي جنبًا إلى جنب مع شعار البلاد وتوقيع محافظ بنك زامبيا والقيمة الاسمية للورقة النقدية. وتتميز كل ورقة بشجرة فريدة من الغابات التي تغطي البلاد.
العكس
يظهر على الوجه الخلفي تمثال الحرية في لوساكا وكلمة بنك زامبيا في المنتصف في الأعلى والقيمة الاسمية للأوراق النقدية. وهناك أيضًا تصوير للحياة البرية في زامبيا، مع موضوع أخر.
| الصورة | الصورة | القيمة    | شجرة             | العكس                          | الحياة البرية |
| الوجه  | العكس  | القيمة    | شجرة             | العكس                          | الحياة البرية |
| ------ | ------ | --------- | ---------------- | ------------------------------ | ------------- |
|        |        | 2 كواشا   | ساج كبير         | امرأة تتاجر                    | ظبي أسمر      |
|        |        | 5 كواشا   | Mopane ‏          | بفرة ودرنات                    | أسد           |
|        |        | 10 كواشا  | Uapaca kirkiana ‏ | مزارعون يحصدون القمح           | نيص           |
|        |        | 20 كواشا  | مجنحة الثمار     | عمال يعملون في مناجم النحاس    | تيل أحمر      |
|        |        | 50 كواشا  | جميز             | مبنى الجمعية الوطنية في لوساكا | نمر           |
|        |        | 100 كواشا | تبلدي            | مبنى الجمعية الوطنية في لوساكا | جاموس أفريقي  |

#### ميزات الأمن
استخدمت ميزات أمان متعددة من أجل تجنب الأوراق النقدية المزيفة. وشملت تدابير مكافحة التزييف الصور المجسمة والأوراق متعددة الألوان والأجهزة المدمجة مثل الشرائط والطباعة الدقيقة والعلامات المائية وأنواع مختلفة من الأحبار المتغيرة بصريًا، واستخدامت ميزات تمنع التزوير عن طريق التصوير أو المسح الضوئي.
| الميزة                       | 2 كواشا | خمسة كواشا | عشرة       | عشرين       | خمسين       | مئة       |
| ---------------------------- | ------- | ---------- | ---------- | ----------- | ----------- | --------- |
| EURion ‏                      | لا      | نعم        | نعم        | نعم         | نعم         | نعم       |
| حبر مغناطيسي متغير بصريًا     | لا      | نعم        | نعم        | نعم         | نعم         | نعم       |
| الطبع الدقيق ‏                | نعم     | نعم        | نعم        | نعم         | نعم         | نعم       |
| شريط تقزح لوني               | نعم     | نعم        | نعم        | نعم         | نعم         | نعم       |
| تسجيل شفاف                   | نعم     | نعم        | نعم        | نعم         | نعم         | نعم       |
| أرقام تسلسلية                | نعم     | نعم        | نعم        | نعم         | نعم         | نعم       |
| صور كامنة                    | نعم     | نعم        | لا         | لا          | لا          | لا        |
| علامة مائية                  | نعم     | نعم        | نعم        | نعم         | نعم         | نعم       |
| خيط الأمان                   | نعم     | نعم        | نعم        | لا          | لا          | لا        |
| شريط ثلاثي الأبعاد           | لا      | لا         | نعم        | نعم         | نعم         | نعم       |
| الطباعة الغائرة [الإنجليزية] | نعم     | نعم        | نعم        | نعم         | نعم         | نعم       |
| خيط أمان ثلاثي الأبعاد       | لا      | لا         | لا         | نعم         | نعم         | نعم       |
| الميزة                       | 2 كواشا | خمسة كواشا | عشرة كواشا | عشرين كواشا | خمسين كواشا | مئة كواشا |

## الأوراق التذكارية
منذ افتتاحه في عام 1964 وحتى النصف الثاني من عام 2016، أصدر بنك زامبيا ورقتين تذكاريتين. كانت الورقة النقدية التذكارية الأولى عبارة عن ورقة 1 كواشا صدرت في عام 1973 لإحياء ذكرى ولادة الجمهورية الثانية، وهي حادثة قرر فيها النظام، بقيادة الرئيس كينيث كاوندا، في 13 ديسمبر 1972، إنشاء الدولة الحزبية اعتبارًا من 1 يناير 1973. وبصرف النظر عن الورقة الصادرة، أُصدرت مجموعة من الأوراق النقدية احتفالًا بنفس المناسبة.
وفي 23 أكتوبر 2014، قبل يوم واحد من الاحتفالات بيوم الاستقلال، كشف بنك زامبيا عن ثاني ورقة نقدية تذكارية له. وهي روقة من فئة خمسين كواشا احتفالاً بالذكرى الخمسين للاستقلال. وعلى عكس الأوراق النقدية والعملات المعدنية التذكارية السابقة في زامبيا، كانت الورقة النقدية التذكارية الجديدة أول ورقة نقدية تذكارية يُسمح قانونياً في البلاد.
| الصورة | الصورة | القيمة      | اللون        | المناسبة                               | الوصف                                                                                    | الوصف | علامة مائية         | تاريخ الإصدار | الطابعة          |
| الوجه  | العكس  | القيمة      | اللون        | المناسبة                               | الوجه                                                                                    | العكس | علامة مائية         | تاريخ الإصدار | الطابعة          |
| ------ | ------ | ----------- | ------------ | -------------------------------------- | ---------------------------------------------------------------------------------------- | --- | ------------------- | ------------- | ---------------- |
|        |        | كواشا واحدة | أحمر برتقالي | ميلاد الجمهورية الثانية 13 ديسمبر 1972 | صورة الرئيس كينيث كاوندا على اليمين.                                                     | الرئيس كينيث كاوندا يوقع إعلان دولة الحزب الواحد على اليسار، وحشد في المنتصف | الرئيس كينيث كاوندا | 1973          | دو لا رو         |
|        |        | 5 كواشا     | أزرق         | الذكرى الخمسين للاستقلال               | شعار زامبيا، النصب التذكاري الوطني للشجرة الكبيرة في كابوي، عقاب سمك أفريقي يجلس على فرع | صور رؤساء زامبيا منذ الاستقلال في عام 1964 وحتى عام 2014، في اتجاه عقارب الساعة من أعلى: كينيث كاوندا وليفي موناوازا ومايكل ساتا وروبيا بانداوفريدريك شيلوبا. والمقر الرئيسي لبنك زامبيا، وتمثال الحرية في لوساكا. | عقاب السمك الأفريقي | 2014          | جيزيكي + ديفرينت |